# Amakusanthura aokii
Amakusanthura aokii là một loài chân đều trong họ Anthuridae. Loài này được Nunomura miêu tả khoa học năm 2004.